# The Mummy (jeu vidéo)
Pour les articles homonymes, voir The Mummy.
The Mummy est un jeu vidéo d'action-aventure développé par Rebellion Developments et édité par Konami, sorti en 2000 sur Windows, PlayStation et Game Boy Color.
Il est basé sur le film La Momie de 1999.